# Gábor Balogh
Gábor Balogh (Budapeste, 5 de agosto de 1976) é um ex-pentatleta húngaro, bicampeão mundial. 

## Carreira
Gábor Balogh representou seu país nos Jogos Olímpicos de 2000, 2004 e 2008, na qual conquistou a medalha de prata, no pentatlo moderno, em Sydney 2000. 